# SN 1996R
SN 1996R – supernowa typu Ia odkryta 15 marca 1996 roku w galaktyce A111610-0011. W momencie odkrycia miała maksymalną jasność 20,60m.